# Ruben Loftus-Cheek
Ruben Ira Loftus-Cheek (23. leden 1996 Londýn, Anglie) je anglický profesionální fotbalista, který hraje na pozici středního záložníka za italský Milán. Mezi lety 2017 a 2018 odehrál také 10 utkání v dresu anglické reprezentace.

## Přestupy
- Chelsea - Milán za 18 500 000 Euro

## Kariéra

### Klubová

#### Chelsea a hostování
V osmi letech se připojil k mládežnickému týmu Chelsea. V březnu 2013 již podepsal první smlouvu na dva a půl roku s platem kolem 40 000 liber týdně. Poté, co se prosadil na mládežnické úrovni s kapitánskou páskou, debutoval v prvním týmu dne 10. prosince 2014 proti Sportingu v LM když vystřídal  Fàbregase. První zápas v lize odehrál 31. ledna 2015 proti Manchesteru City, když nahradil zraněného Oskara. Během sezóny odehrál další 2 zápasy, který skončil vítězstvím v lize.
V následující sezoně byl mu prodloužen kontrakt na pět let. Debutový gól vstřelil 10. 1. 2016 ve třetím kole FA Cupu proti třetiligovému Scunthorpe United (výhra 2:0, postup do dalšího kola). Na hřiště přišel ve 45. minutě.
Dne 2. 4. 2016 si v zápase proti Aston Ville připsal svůj první ligový gól, když ve 26. minutě otevíral skóre (Chelsea vyhrála 4:0, Ruben odehrál celý zápas).. Jenže s klubem se mu nedařilo a v lize skončil až na 10. místě.
V sezonu 2016/17 proseděl na lavičce, protože nový trenér Conte sázel na jiné hráče. I tak byl u oslavy svého druhého titulu v lize. V následující sezoně hrál jako hráč na hostování v Crystal Palace, kde odehrál 24 zápasů a vstřelil 2 góly v lize a pomohl týmu nesestoupit.
Nový trenér Chelsea Sarri mu moc nevěřil a mělo se za to že bude opět odeslán na hostování. Trenér se nakonec rozhodl si jej ponechat. Dne 26. října 2018 vstřelil první hattrick v kariéře proti FK BATE (3:1) v EL. V květnu 2019 si při přátelském utkání přetrhl achilovku, což ho donutilo vynechat finále EL, kterou klub vyhrál. 
Zpět na hřiště se dostal v únoru 2020 a do konce sezony odehrál celkem 9 zápasů. Sezonu 2020/21 odehrál ve Fulhamu, kde našel pravidelnou vytíženost, ale nepomohl k záchraně a klub sestoupil.
Po návratu zpět do Chelsea vyhrál Superpohár UEFA 2021. Trenér Tuchel jej nasazoval pravidelně a odehrál celkem 40 utkání za sezonu 2021/22. I v následující sezoně hrál, ale vytíženost byla menší.

#### Milán
Chelsea s ním již nepočítala a tak byl prodán do italského Milána. První utkání odehrál 21. srpna 2024 proti Boloni (2:2). První branku vstřelil 27. září proti Cagliari (3:1). S klubem došel na 2. místo v lize a také 
do čtvrtfinále EL. V následující sezoně kvůli zranění odehrál míň utkání, ale i tak byl u vítězství v italském superpoháru.

### Reprezentační
Ruben Loftus-Cheek reprezentuje Anglii v mládežnických výběrech, nastupoval za výběry U16, U17, U19 a U21.
Dne 2. listopadu 2017 byl poprvé povolán do seniorské reprezentace. První utkání odehrál 10. listopadu proti Německu (0:0). Překvapivě byl povolán na MS 2018. Na turnaji odehrál 4 zápasy a skončil na 4. místě. Poslední utkání odehrál 15. listopadu 2018 proti USA (3:0).

## Statistika

### Klubová
| Sezóna            | Klub              | Liga              | Liga   | Liga | Domácí poháry | Domácí poháry | Domácí poháry | Kontinentální poháry | Kontinentální poháry | Kontinentální poháry | Celkem | Celkem |
| Sezóna            | Klub              | Soutěž            | Zápasy | Góly | Soutěž        | Zápasy        | Góly          | Soutěž               | Zápasy               | Góly                 | Zápasy | Góly   |
| ----------------- | ----------------- | ----------------- | ------ | ---- | ------------- | ------------- | ------------- | -------------------- | -------------------- | -------------------- | ------ | ------ |
| 2014/15           | Chelsea           | Premier League    | 3      | 0    | AP+ALP        | 0+0           | 0             | LM                   | 1                    | 0                    | 4      | 0      |
| 2015/16           | Chelsea           | Premier League    | 13     | 1    | AP+ALP+AS     | 2+1+0         | 1+0+0         | LM                   | 1                    | 0                    | 17     | 2      |
| 2016/17           | Chelsea           | Premier League    | 6      | 0    | AP+ALP        | 3+2           | 0             | -                    | 0                    | 0                    | 11     | 0      |
| 2017/18           | Crystal Palace    | Premier League    | 24     | 2    | AP+ALP        | 0+1           | 0             | -                    | 0                    | 0                    | 25     | 2      |
| 2018/19           | Chelsea           | Premier League    | 24     | 6    | AP+ALP+AS     | 2+3+0         | 0             | EL                   | 11                   | 4                    | 37     | 10     |
| 2019/20           | Chelsea           | Premier League    | 7      | 0    | AP+ALP        | 2+0           | 0             | LM+ES                | 0+0                  | 0                    | 9      | 0      |
| 2020              | Chelsea           | Premier League    | 1      | 0    | -             | 0             | 0             | -                    | 0                    | 0                    | 1      | 0      |
| 2020/21           | Fulham            | Premier League    | 30     | 1    | AP+ALP        | 2+0           | 0             | -                    | 0                    | 0                    | 32     | 1      |
| 2021/22           | Chelsea           | Premier League    | 24     | 0    | AP+ALP        | 5+3           | 1+0           | LM+ES+MSk            | 8+0+0                | 0                    | 40     | 1      |
| 2022/23           | Chelsea           | Premier League    | 25     | 0    | AP+ALP        | 0+1           | 0             | LM                   | 7                    | 0                    | 33     | 0      |
| Celkem za Chelsea | Celkem za Chelsea | Celkem za Chelsea | 103    | 7    | -             | 24            | 2             | -                    | 28                   | 4                    | 155    | 13     |
| 2023/24           | Milán             | Serie A           | 29     | 6    | IP            | 1             | 0             | LM+EL                | 4+6                  | 0+4                  | 40     | 10     |
| 2024/25           | Milán             | Serie A           | 17     | 0    | IP+IS         | 2+1           | 0             | LM                   | 6                    | 0                    | 26     | 0      |
| Celkem za Milán   | Celkem za Milán   | Celkem za Milán   | 46     | 6    | -             | 4             | 0             | -                    | 16                   | 4                    | 66     | 10     |
| Celkově           | Celkově           | Celkově           | 203    | 16   | -             | 31            | 2             | -                    | 44                   | 8                    | 278    | 26     |

### Reprezentační

#### Statistika na velkých turnajích
| Reprezentace | Rok     | Zápasy               | Zápasy | Zápasy     | Zápasy           | Zápasy           | Zápasy   |
| Reprezentace | Rok     | Fáze turnaje         | Datum  | Soupeř     | Odehraných minut | Vstřelené branky | Výsledek |
| ------------ | ------- | -------------------- | ------ | ---------- | ---------------- | ---------------- | -------- |
| Anglie       | MS 2018 | 1 zápas ve skupině G | 18. 6. | Tunisko    | 10               | 0                | 2:1      |
| Anglie       | MS 2018 | 2 zápas ve skupině G | 24. 6. | Panama     | 90               | 0                | 6:1      |
| Anglie       | MS 2018 | 3 zápas ve skupině G | 28. 6. | Belgie\|90 | 0                | 0:1              |          |
| Anglie       | MS 2018 | O 3. místo           | 14. 7. | Belgie     | 84               | 0                | 0:2      |

## Úspěchy

### Klubové

#### Národní
- vítěz anglické ligy (2x)

Chelsea: 2014/15, 2016/17
- vítěz anglického ligového poháru (1x)

Chelsea: 2014/15
- vítěz italského superpoháru (1x)

Milán: 2024

#### Kontinentální
- vítěz Evropské ligy UEFA (1x)

Chelsea: 2018/19
- vítěz evropského superpoháru (1x)

Chelsea: 2021

### Reprezentační
- 1× na ME 21 (2015)
- 1× na MS (2018)